# Haplolabida lacrimans
Haplolabida lacrimans là một loài bướm đêm trong họ Geometridae.